# Aporophyla costata
Aporophyla costata är en fjärilsart som beskrevs av W. Warren 1910. Aporophyla costata ingår i släktet Aporophyla och familjen nattflyn. Inga underarter finns listade i Catalogue of Life.